# Arc de décharge
Un arc de décharge est un élément d'architecture qui a pour but l'allègement du poids du mur sur le linteau en repoussant les charges sur les côtés. Les arcs de décharges sont souvent soit en pierre (appareillée ou non) soit en brique ou en bois. Ils peuvent être dissimulés sous un enduit ou être apparents et jouer un rôle décoratif.

## Description
L'arc de décharge se distingue des autres arcs, comme les archivoltes, par le fait qu'il affleure la surface du mur ou avec un léger relief. Le poids du mur au-dessus du linteau est réparti sur les sommiers aux extrémités des linteaux et qui s'appuient sur les piliers autour de l'ouverture.
À l'époque romaine, les arcs étaient en briques ou en moellons intégrés à la maçonnerie. Par la suite, ils deviennent plus apparent à des fins décoratives. D'abord de forme cintrée, ils prennent ensuite la forme ogivale.

## Galerie

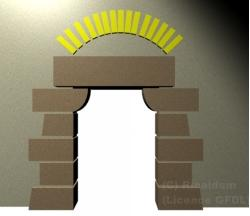
En jaune, un arc de décharge.
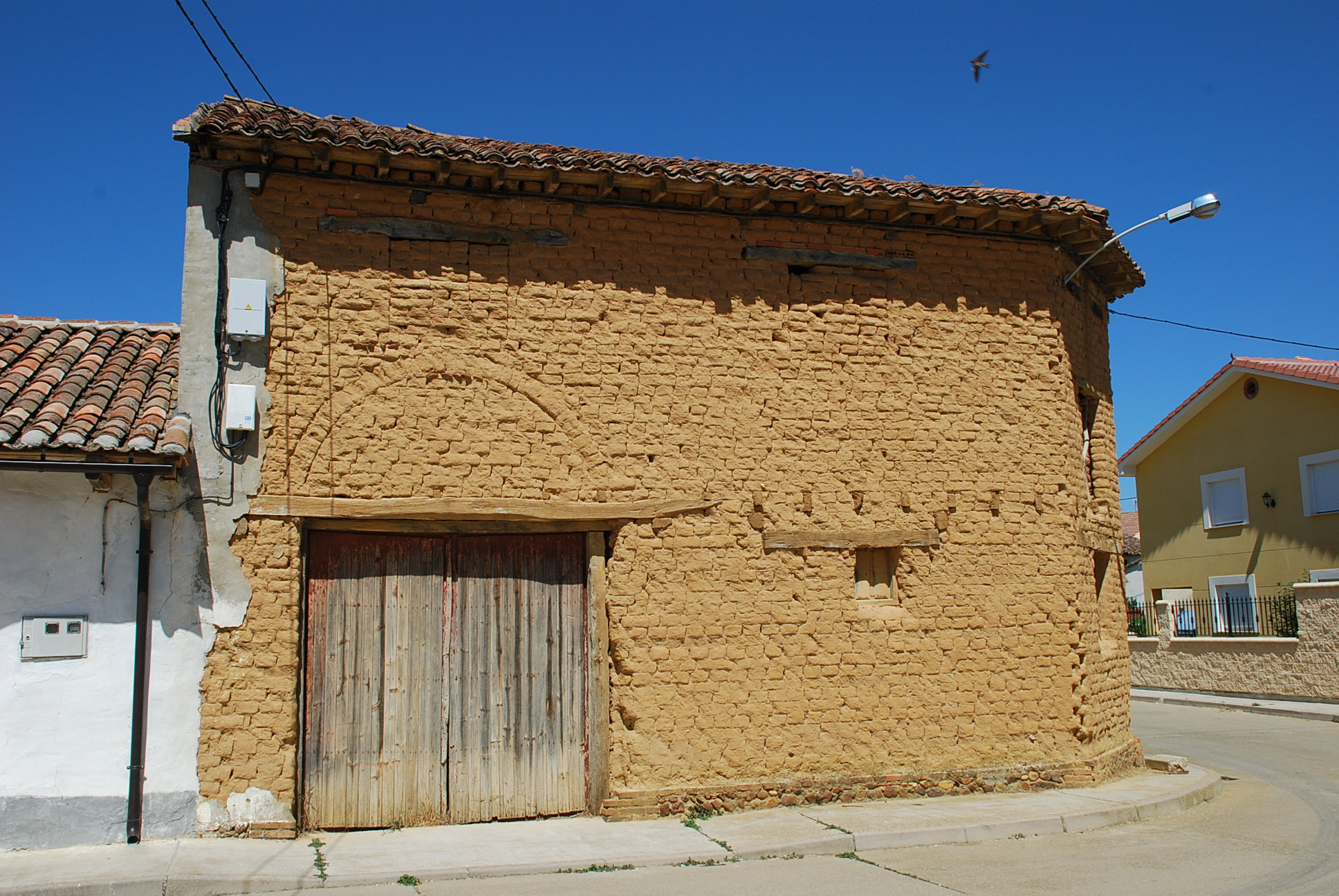
Arc de décharge soulageant un linteau de bois dans un mur en adobe à Renedo de Valdavia.
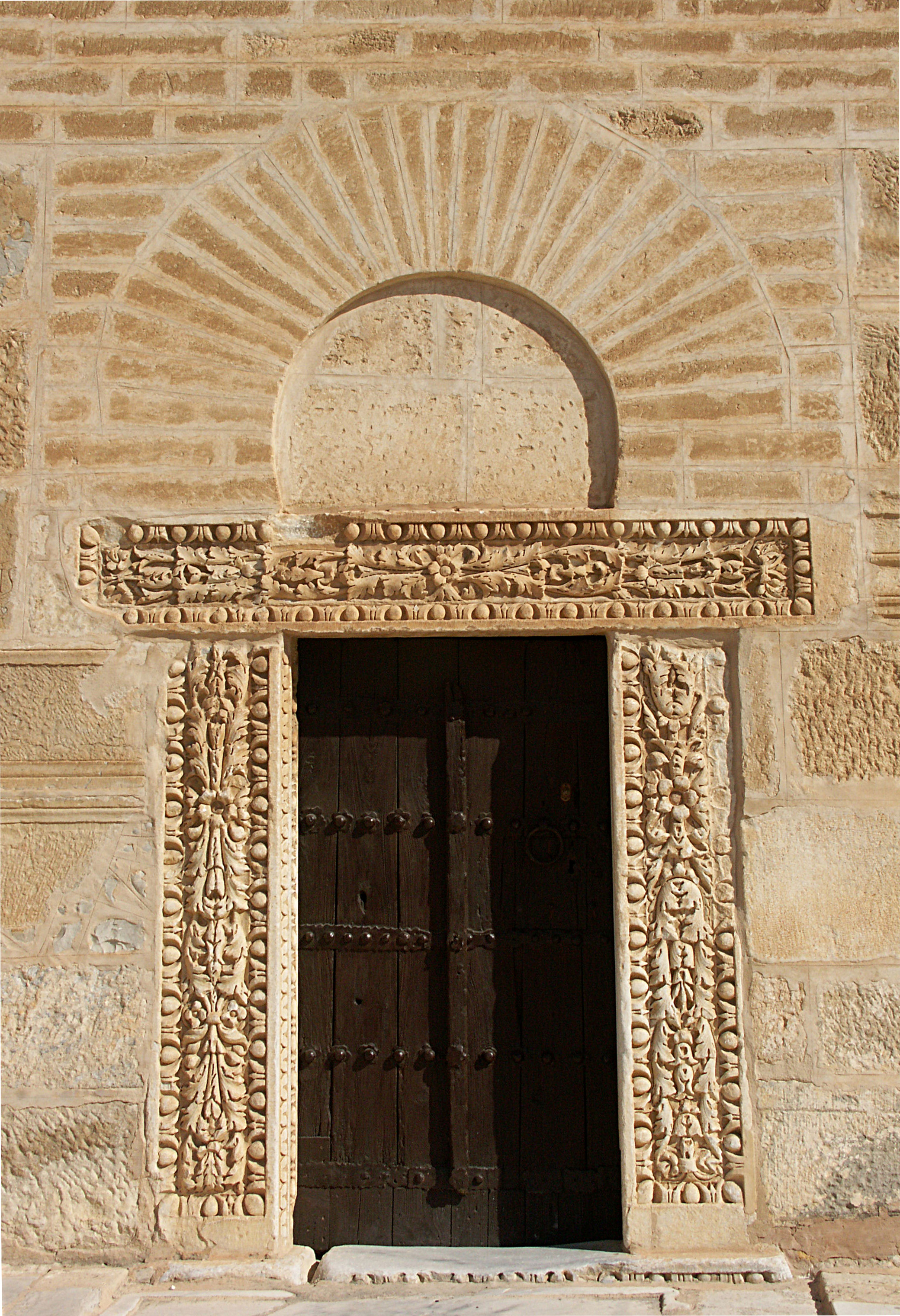
Arc de décharge appareillé surmontant le linteau sculpté de la porte du minaret de la grande mosquée de Kairouan, en Tunisie.
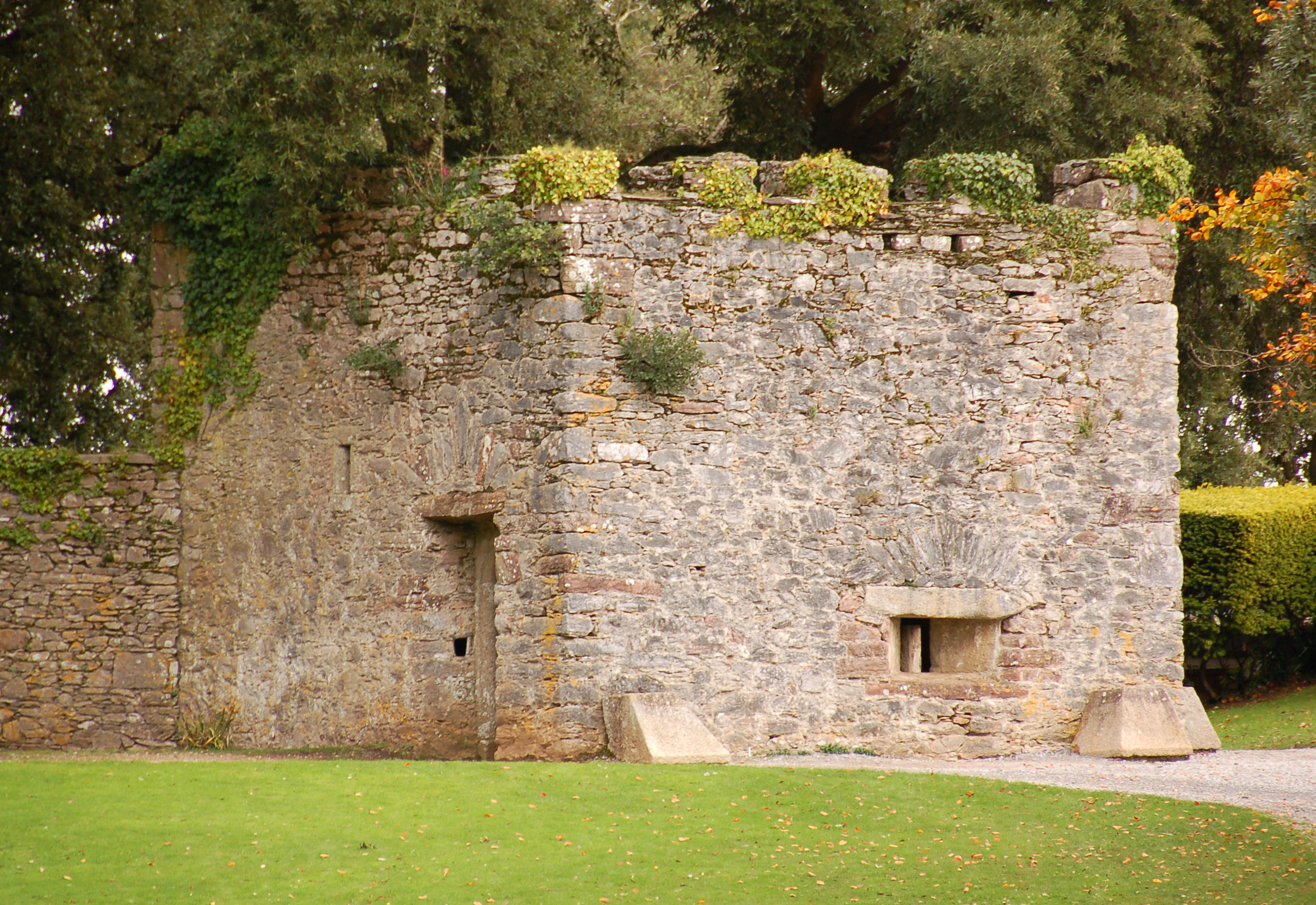
Mount Edgcumbe blockhouse (Plymouth Sound), arc de décharge en moellons.